# 茂木七郎治
茂木 七郎治（もぎ しちろうじ、前名・高治郎、1898年〈明治31年〉9月12日 - 1993年〈平成5年〉1月1日）は、日本の商人（肥料商）、政治家、実業家。紫興業社長。野田市議会議長。茂木七郎治家4代目当主。

## 経歴
千葉県東葛飾郡野田町（現・野田市）出身。3代茂木七郎治の長男。明治中学卒業。野田醤油（現・キッコーマン）に入社し、後総武鉄道に転社した。明治大学に学んだ。1918年、家督を相続し、高治郎を改め襲名した。
総武通運社長、野田運輸、花畑乗合自動車各代表、野田自動車運輸代表、総武鉄道常務取締役。東武鉄道、千秋社、柏屋商事各監査役、野田商誘銀行支配人をつとめる。

## 人物
趣味は読書、旅行、ゴルフ、囲碁。宗教は真言宗。住所は千葉県野田市野田。

## 家族・親族
茂木家
茂木七郎治家の初代は、三代七郎右衛門の次男であり、幼名を善三郎と称し、安政5年分かれて一家を起こした。初代は勤倹質素の人、しかも公共慈善に尽くすことを楽しみとした。
- 祖父・林景[2]（りんけい） - 歌事を楽しみ、俳句に長じた[9]。
- 父・七郎治（1866年 - 1918年、千葉平民、野田商誘銀行支配人[2]、肥料商[10]）
- 母・ふみ[5]
- 弟・専之助（1902年 - ?、千葉、小宮六兵衛の養子）[1][7]
- 姉・ヨシ（1894年 - ?、東京、酒井米次郎の妻）[1][7]
- 妻・包（1898年 - ?、千葉、藤崎勘三郎の二女）[1][7]
- 長男[3]
- 二女、三女[7]